# Psychotria buchii
Psychotria buchii är en måreväxtart som beskrevs av Ignatz Urban. Psychotria buchii ingår i släktet Psychotria och familjen måreväxter. Inga underarter finns listade i Catalogue of Life.